# Прикордонна битва (1914)
Не варто плутати з Прикордонними битвами на Східному фронті під час Другої світової війни
Прикордонна битва Пе́ршої світово́ї війни́ (1914, нід. Slag der Grenzen; фр. Bataille des Frontières; нім. Grenzschlachten) — одна з наймасштабніших серій битв, що мала місце повздовж східного кордону Франції і в Бельгії незабаром після початку Першої світової війни, в якій взяло участь близько 3 млн. чол.
Бойові дії розгорнулися на розлогому просторі території в Ельзасі, Лотарингії, Арденнах, в південній та центральній Бельгії, як форма зіткнення між стратегічними замислами французького плану XVII і наступальної концепції німецького плану «Ауфмарш II» (нім. «Aufmarsch II West»), що успадкував головну ідею плану Шліффена.

## Плани сторін

### План Німеччини
Згідно німецькому плану війни, розробленому начальником Генерального Штабу німецької армії Шліффеном ще в 1905 році, німецька армія в майбутній війні повинна була провести бліцкриг — протягом 6-8 тижнів основною частиною військ (до 85 % усіх сухопутних сил) знищити французьку армію, використовуючи територію Люксембургу і південної Бельгії для обходу основних оборонних рубежів французів і охоплення їх з флангу. Після цього розвернути всі сили для розгрому Росії.

### План Союзників
Перед війною французьке командування, помилково вважаючи, що через розтягнутість комунікацій і обмеженість сил Німеччина не наважиться завдати удар через Бельгію по півночі Франції, вирішило, що основні бойові дії розвернуться в Арденах, Ельзасі і Лотарингії. Тому зосередило всі свої сили на східному кордоні Франції, сподіваючись там розбити німецькі війська.
Згідно плану ведення бойових дій проти Німеччини, під назвою «План № 17», передбачався потужний наступ французької армії в Ельзасі і Лотарингії і швидке захоплення цих територій, втрачених Францією після Французько-прусської війни.
Франко-британські сили були відкинуті німцями, які спромоглися вторгнутися у Північну Францію. Разом з цим, французькі та британські ар'єргардні дії затримали просування наступаючих німецьких військ, дозволяючи французам виграти час та передислокувати свої сили на захід для захисту Парижа, що призвело до першої битви на Марні.
За підсумками битви, німецькі війська зуміли відтіснити союзні війська (переважно французькі) на територію Франції і продовжили наступ у напрямку Парижа. Однак після цих успіхів німецькій імперській армії, попри перевазі в силах і сприятливе оперативне становище, не вдалося розгромити союзні армії.

## Сили сторін та розгортання військ

### Німеччина
Для реалізації плану Шліффена по швидкому розгрому Франції Німеччина зосередила на кордоні з Францією, Бельгією та Люксембургом значні військові сили: сім армій (1-ша — 7-ма, 86 піхотних і 10 кавалерійських дивізій, до 5 тис. гармат) чисельністю близько 1 млн. 600 тис. осіб під командуванням імператора Вільгельма II.

### Союзники
Французькі сили нараховували п'ять армій (1-ша — 5-та, 76 піхотних і 10 кавалерійських дивізій, понад 4 тис. гармат) чисельністю 1,3 млн осіб під командуванням генерала Жозефа Жоффра. Бельгійська армія (шість піхотних і одна кавалерійська дивізія, 312 гармат) чисельністю 117 тис. осіб під командуванням короля Альберта I. Британська експедиційна армія (4 піхотних і 1,5 кавалерійських дивізії, 328 гармат) чисельністю 87 тис. осіб під командуванням фельдмаршала Джона Френча.

## Передісторія

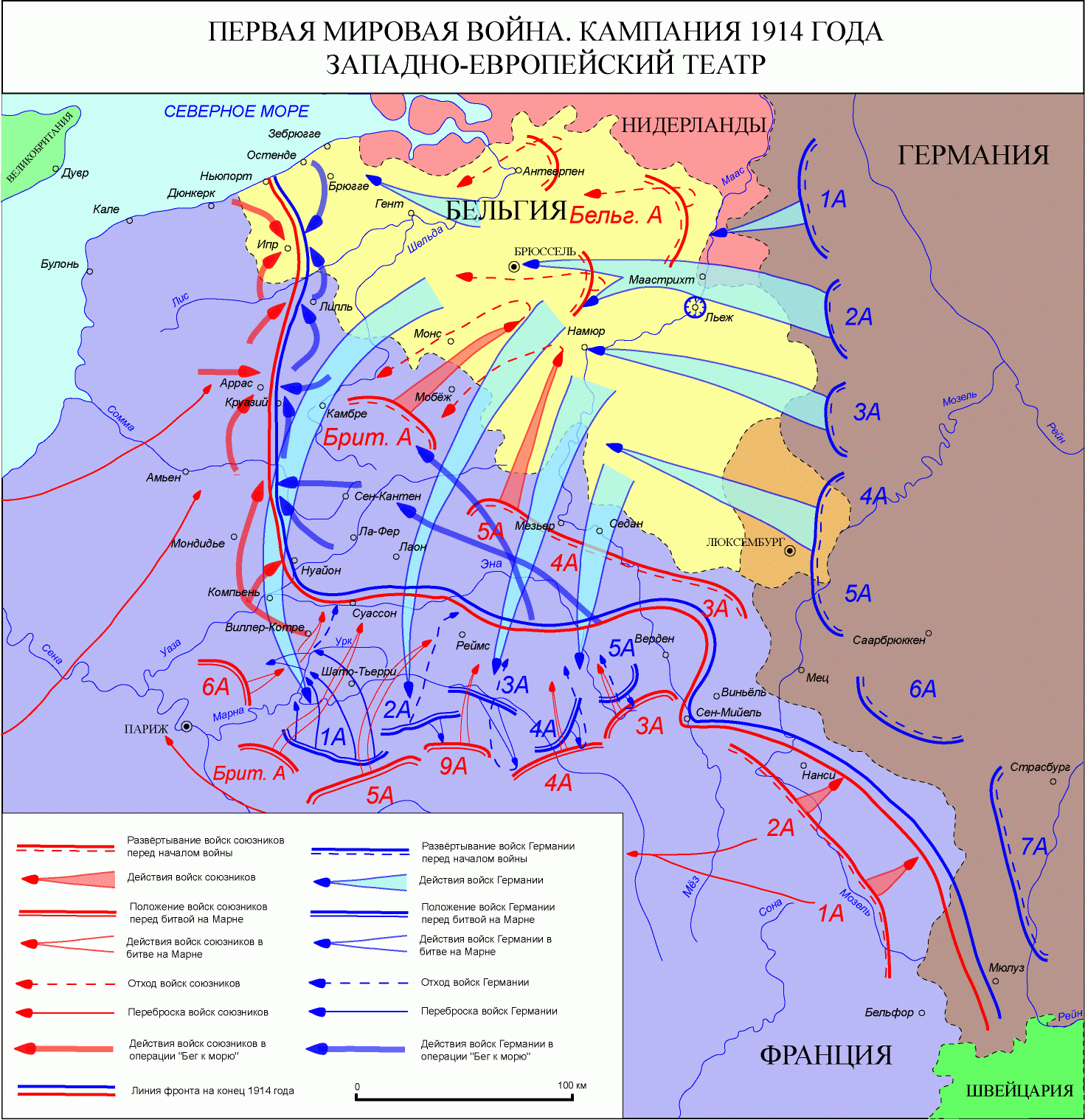
Карта кампанії 1914

У перші дні Першої світової війни, німецька армія повела рішучий наступ на Західному фронті. Порушивши нейтралітет Люксембургу та Бельгії, німецькі війська вторглися на територію цих країн.
4 серпня між німецькими та бельгійськими військами почалися бої на території Бельгії. 6 серпня почався штурм бельгійської фортеці Льєж. Під час цих боїв німецька армія зазнала значних втрат та припинила своє просування до французько-бельгійського кордону. Героїчні зусилля бельгійських військ зірвали плани німецького командування швидкими темпами вступити на територію Франції.

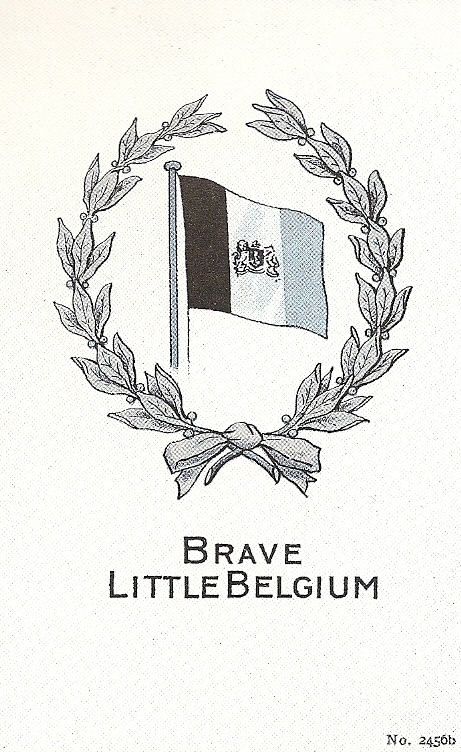
Британська листівка, що підтримує прагнення Бельгії до збереження суверенітету

Також це дало час британським військам висадитися у французьких портах та приєднатися до військ союзників.
У французькому генеральному штабі, у міру наближення війни, порушення бельгійського нейтралітету німецькою армією вважалося все імовірнішим. Тому в розроблюваних планах розгортання завжди враховувалася така можливість. Однак в умовах розпочатої війни, французьке командування не було остаточно впевнене, що німці наступають саме через Бельгію. Французький уряд побоювався, що німецьке командування намагається спровокувати Францію на порушення нейтралітету Бельгії. Тому французький військовий міністр заборонив всім французьким військам переходити бельгійський кордон а льотчикам літати над бельгійською територією.
Тільки 4 серпня, коли стало відомо про вторгнення німецьких армій до Бельгії а бельгійський уряд погодився на взаємодію з французькими військами, останнім дозволили діяти на території Бельгії.
До 8 серпня французька розвідка доповідала про те, що головні німецькі сили зосереджені в районі Меца, в Лотарингії. На підставі цих даних, з урахуванням опору Льєжа, жоден форт якого ще не був втрачений, командувач французькою армією генерал Жозеф Жоффр віддав наказ про загальний наступ французької армії.
Нові розвідувальні відомості, отримані французьким штабом до 13 серпня, вказували на те, що головні сили противника розташовуються не в районі Меца, як припускалось раніше, а значно північніше. Однак Жоффр все ще вважав, що німецька армія не буде наступати через Бельгію.
Після кровопролитних боїв 16 серпня Льєж впав, Німецькі війська розпочали форсування Маасу. Бельгійська армія з боями відступала до Антверпена. 20 серпня німецька армія зайняла столицю Бельгії — Брюссель. Після цього, німецькі війська вийшли до французько-бельгійського кордону.

## Хід битви

### Початковий етап

#### Битва під Мюльгаузеном

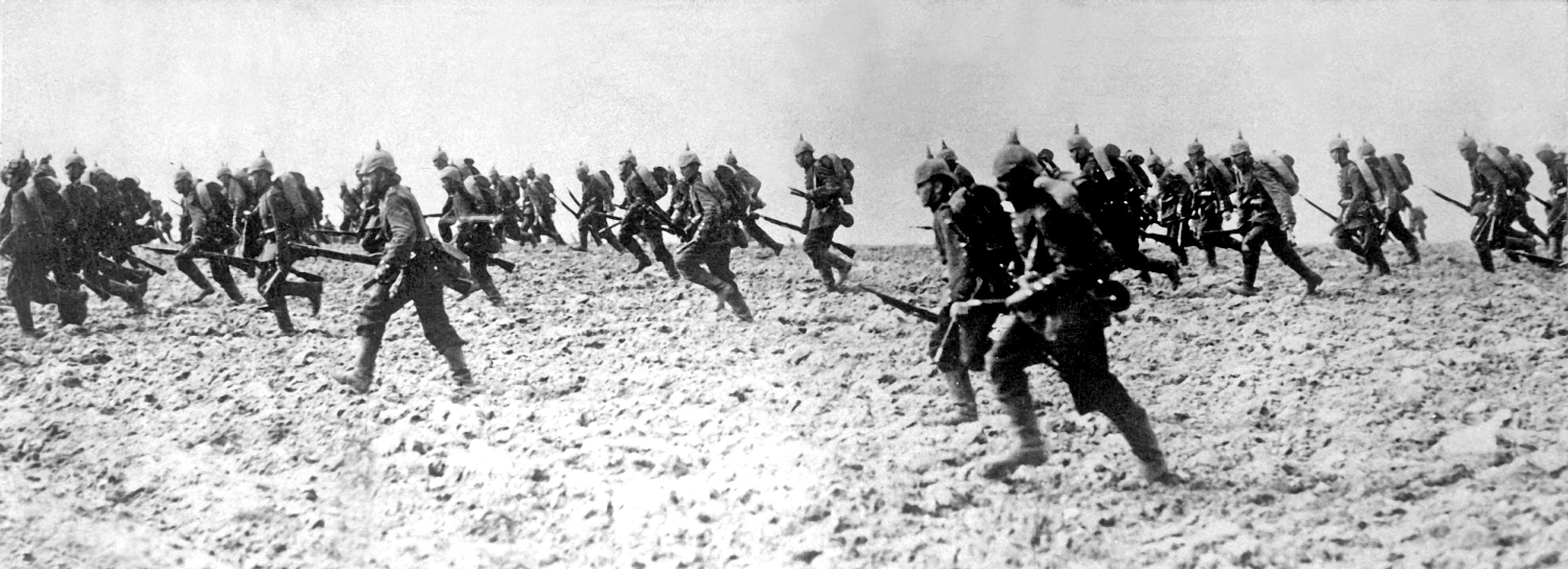
Німецька піхота на марші, 7 серпня 1914

7 серпня 1914, французькі війська перейшли франко-німецький кордон та вторглися на територію Німецької імперії. Було важливо якомога швидше вступити на землі Ельзасу та Лотарингії, відторгнуті колись Німеччиною від Франції. Це справило б великий моральний ефект, підійняло б дух французьких військ перед початком вирішальних битв.
7 серпня зав'язалися перші бої Прикордонної битви, до 8 серпня наступаючим французьким частинам вдалося відкинути німецькі війська за Рейн та захопити Мюльгаузен, в Ельзасі. У Франції всі вважали, що почалося звільнення споконвічних французьких земель від німецького панування. Проте прибулі німецькі підкріплення 9 серпня несподівано для французів перейшли в наступ та відтіснили французькі війська до кордону.

#### Битва за Лотарингію
Наступ французів більшими силами (шість з половиною корпусів, три резервні та три кавалерійські дивізії 1-ї та 2-ї армій) почався 14 серпня в загальному напрямку на Саарбург в Лотарингії. Німецькі війська тут мали п'ять корпусів і три кавалерійські дивізії 6-ї німецької армії. З ранку 15 серпня і на правому фланзі 1-ї армії французи розпочали новий наступ більшими силами, утворивши для цього спеціальну Ельзаську армію.
Оскільки до цього часу вже остаточно прояснився намір німецького командування наступати через Бельгію, то метою нової операції французів в Верхньому Ельзасі стало прикувати до цього району якомога більшу кількість німецьких військ і не дозволити перекидати їх на посилення північного німецького крила.
2-га французька армія та частини 1-ї армії, повільно наступали з незначними боями і до 18 серпня — 20 серпня зайняли Саарбург, Шато-Сален та інші селища. До 19 серпня на правому фланзі Ельзаської армії французам також знову вдалося зайняти район Мюльгаузена, оскільки більшу частину німецьких сил до цього часу було передислоковано з Мюльгаузена на північ.
Хоча фактично Лотаринзька операція закінчилася повною перемогою німецьких військ, в стратегічному плані її результати були неоднозначними. Німці відкинули 1-шу і 2-гу французькі армії на захід, чим допомогли французам консолідувати фронт своїх військ на західному театрі воєнних дій.

### Фінальний етап

#### Обстановка перед вирішальними боями
Далі, після завершення активних дій в Лотарингії основні події відбувалися на франко-бельгійському кордоні. До 20 серпня тут зосередилися: головне угруповання німецьких сил і французькі армії лівого крила.
1-ша німецька армія вийшла на лінію Вольфертгем, на захід від Брюсселя, Ватерлоо (3-й резервний корпус цієї армії був залишений для блокування бельгійської армії в Антверпені); 2-га германська армія — південний схід 1-ї до Намюра; 3-тя армія підійшла до річки Маас на ділянці Намюр — Бельгія; 4-та німецька армія вийшла на рубіж Бастонь — Аттер; 5-та армія досягла лінії Етал — Лонгві — Арсвейлер. Всього в п'ятьох німецьких арміях наступали 17 армійських корпусів і 7 кавалерійських дивізій. За ними рухалися ще 5 резервних корпусів, які могли протягом найближчих 2-3 днів також взяти участь в битві.
Французькі армії займали таке становище: 3-тя армія знаходилася на лінії Етен — Жамец, на північний схід Вердена; 4-та армія займала широкий фронт від Монмеді до Мезьєра; 5-та армія зайняла вказане їй розташування між річками Самбром та Маасом і в трикутнику Дінан — Намюр — Шарлеруа. Кавалерійський корпус у складі трьох дивізій знаходився на лівому березі Самбра на захід від Шарлеруа. Між 4-ю і 5-ю арміями був проміжок понад 50 км, прикритий слабкими силами, які обороняли переправи через річку Маас.
Далі від Валансьена на північний захід до морського узбережжя чотири територіальні дивізії під командуванням генерала Амада мали завдання перепинити шлях німецькій кавалерії на французьку територію.
Англійська армія закінчила своє зосередження південніше Мобежа та збиралася висуватися до Монса.
Правий фланг головного угруповання англо-французьких військ прикривала Лотаринзька армія під командуванням генерала Монурі, утворена до 21 серпня у складі семи резервних дивізій. Вона розташовувалася на схід Вердена, в районі мааських висот.
Всього угруповання союзних військ складалось з 22,5 корпусів і 7,5 кавалерійських дивізій. Сили сторін до початку вирішальних боїв на франко-бельгійському кордоні були практично рівні.
До 20 серпня сили супротивників повністю розгорнулись. У зв'язку з цим командувачі військами віддають оперативні директиви своїм арміям.
Німецьке командування ухвалило рішення активними діями 1-ї, 2-ї і 3-ї армій охопити та розгромити головні французькі сили, 4-та і 5-та армія повинні мали діяти залежно від обстановки — наступати або оборонятися.
Французьке командування також ухвалило рішення про перехід в активний наступ 3-ї і 4-ї армій, інші сили повинні мали прикривати фланги та завдавати допоміжних ударів.

#### Битва при Арденнах
Виконуючи накази командування, протиборчі війська рухалися назустріч один одному. Внаслідок цього з 21 серпня зав'язалися запеклі зустрічні бої.
В Арденнах бойові дії відбувалися між 3-тю і 4-ю французькими арміями і 4-ю і 5-ю німецькими арміями. Найзапекліші бої розгорнулися в двох оперативних районах: у Лонгві і на річці Семуа. Бої у Лонгві зав'язалися з 22 серпня, в цих боях третя французька армія була розбита 5-ю німецькою армією і з 25 серпня почала відхід на лінію Монмеді та південніше. Внаслідок стомленості та розладу військ обох сторін бої з 26 серпня призупинилися. На річці Семуа бої між 4-ю французькою та 4-ю німецькою арміями також почалися з 22 серпня, попри перевагу, 4-та французька армія зазнала важких втрат в людях та матеріальній частині та відійшла у вихідне положення за річку Семуа, а 24 серпня на річку Маас.
В цілому французькі війська внаслідок операції зазнали повної тактичної поразки, понесли важкі втрати і були витіснені на захід від річки Маас.

#### Битва біля Шарлеруа

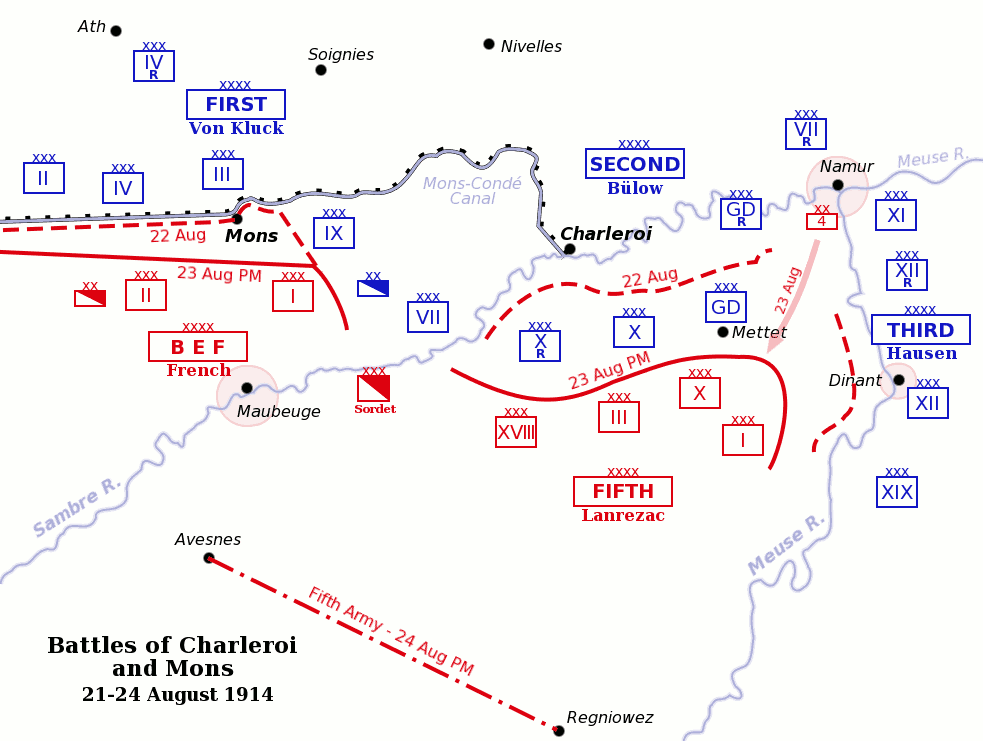
Операції в Шарлеруа та Монсі

Також запеклі бої розгорнулися в межиріччі Самбру та Маасу біля бельгійського міста Шарлеруа. Тут 5-та французька армія протистояла 2-й і 3-й німецьким арміям. 21 серпня частини 2-ї німецької армії захопили кілька переправ через Самбр і 22 серпня форсували її великими силами. Потім розгорнулися запеклі бої, спочатку французи спробували перейти в наступ, за тим німці атакували ряд переправ на Маасі, але ці дії не принесли результатів атакуючим.
Однак 23 серпня частини 3-ї німецької армії захопили на Маасі деякі переправи південніше Намюра та переправилися на лівий берег Маасу біля Динана. Це створило загрозу 5-й французькій армії, і 23 серпня вона почала відхід, за нею майже без боїв простували німецькі війська.

#### Битва при Монсі

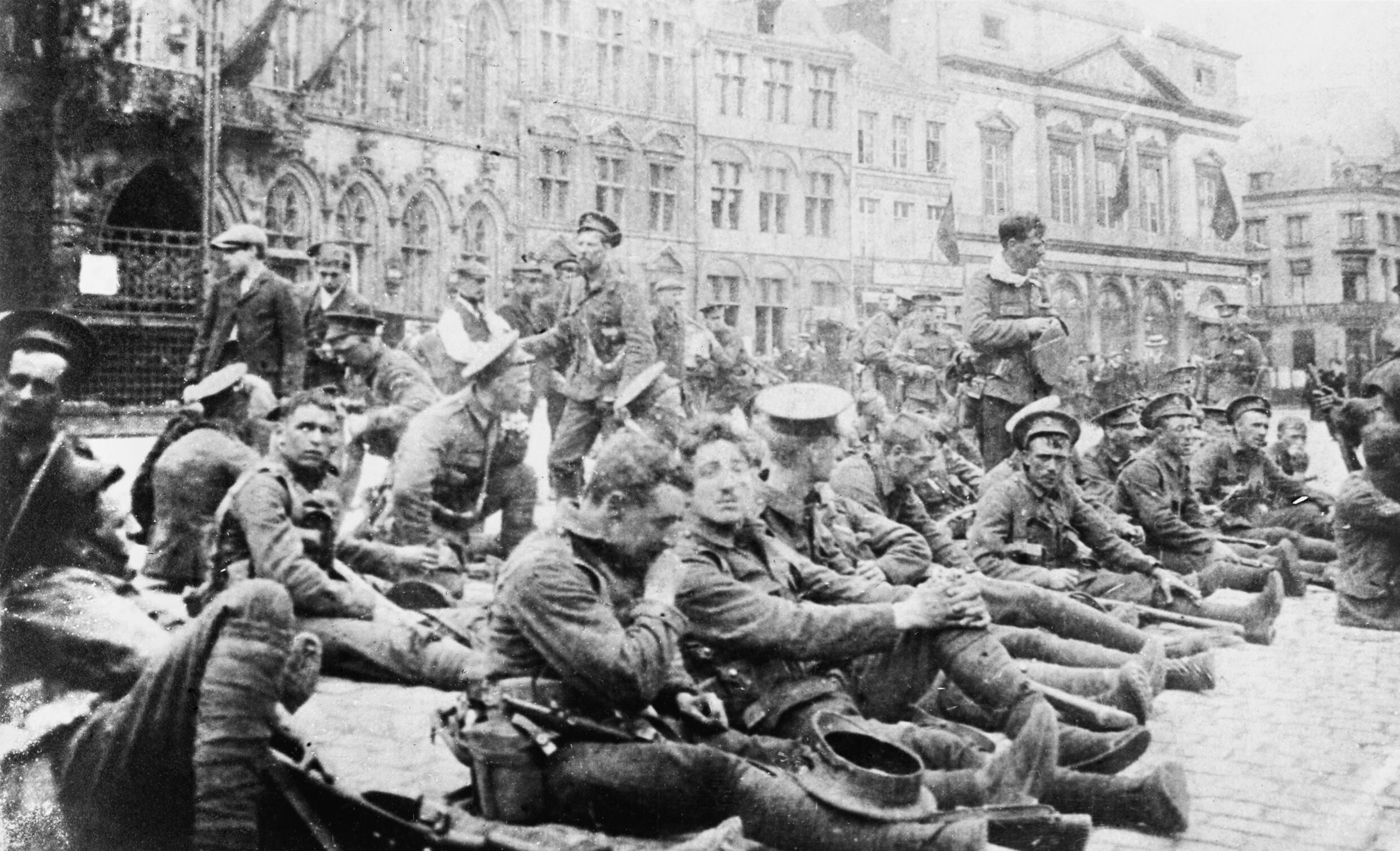
Британські війська в Монсі, 22 серпня 1914

На лівому фланзі фронту також відбулися зіткнення, між частинами 1-ї німецької армії та англійськими військами. Згідно з директивою союзного командування, закінчивши зосередження в районі Мобежа, англійська армія, під командуванням Джона Френча висунулася в напрямку Монса.
Однак 23 серпня, німецькі війська теж підійшли до цього рубежу, форсували наявний тут канал та зайняли Монс. Англійці під натиском переважаючого їх противника з ранку 24 серпня почали відхід і до 25 серпня відійшли на лінію Камбре — Ле-Като.

### Закінчення битви
В Ельзасі та Лотарингії, на Саарбурзькому та Страсбурзькому напрямку, з 20 серпня по 28 серпня німці силами 6-ї і 7-ї армій атакували французькі війська та відкинули їх у вихідне положення. Французька армія залишила всі території, які захопила під час Лотаринзької операції. До кінця серпня у зв'язку зі сформованою для французів важкою обстановкою на бельгійському кордоні французи залишили район Мюльгаузена. Ельзаська армія була розформована і її частини перекинуті на інші ділянки фронту. Після цього в Ельзасі та Лотарингії велися бої місцевого характеру, які не мали істотного впливу на загальний хід боротьби.

## Підсумки

### Підсумки битви
До 25 серпня Прикордонну битву можна вважати закінченою, оскільки з цього часу французьке командування змінює свої стратегічні цілі і здійснює стратегічний відступ всього свого північного угрупування, щоб з нового рубежу відновити наступ.
У результаті Прикордонної битви стратегічна обстановка на Західному фронті різко змінилася. Французькі армії на всьому фронті на північний захід від Вердена змушені були відходити, щоб зібратися з силами.
Союзники зазнали тяжкої поразки, генерал Жоффр писав:

Прикордонна битва скінчилося невдачею— 
 Поразка французьких армій у Прикордонній битві і їх такий відхід створили безпосередню загрозу для Парижа, що викликало важке враження в суспільних колах Франції. 2 вересня французький уряд покинув Париж та перебрався в Бордо.

### Військові підсумки
Антанта зазнала значних втрат в Прикордонній битві. Французька армія втратила 260 000 осіб убитими, пораненими та полоненими. Англійські війська втратили 4200 осіб убитими, пораненими та полоненими, бельгійські втрати склали 480 осіб. Німецька армія втратила 165 000 осіб убитими, пораненими та полоненими.
Причиною поразки французів в Прикордонній битві стало недостатньо майстерне використання військ. Командування при постановці завдань виходило з помилкових припущень про наміри та угрупування противника. Внаслідок цього відбувалися раптові зіткнення з противником.
Німецькі війська також наступали без належної розвідки, діяли мляво та замість стрімкого переслідування французів лише слідували за ними. Німці не зуміли ні на одній ділянці скористатися сприятливою для них обстановкою.
Однак, у той час як у французькій армії зробили для себе з битви повчальні стратегічні та тактичні висновки, то командування німецької армії, переоцінивши свої успіхи, вважало, що французька армія вже розгромлена та результат війни вирішений наперед. Вважаючи, що мету дій на Заході досягнуто, німецьке командування вирішило розпочали перекидати війська на Схід, що передбачалося планом війни. До цього спонукало також сформоване положення в Східній Пруссії, де у Гумбіннені російські війська завдали серйозної поразки 8-й німецькій армії та домоглися великих успіхів.
Всі ці фактори, подальші директиви французького командування, а також вмілий відступ військ союзників дозволили їм закріпитися на Марні і в кінцевому підсумку здобути найважливішу перемогу над німецькими військами, зупинивши їх просування до Парижа.